# Sparkasse Bonndorf-Stühlingen
Die Sparkasse Bonndorf-Stühlingen ist eine öffentlich-rechtliche Sparkasse mit Sitz in Bonndorf in Baden-Württemberg. Ihr Geschäftsgebiet umfasst die Gemeinden Bonndorf, Stühlingen, Ühlingen-Birkendorf, Grafenhausen, Eggingen und Wutach.

## Organisationsstruktur
Die Sparkasse Bonndorf-Stühlingen ist eine Anstalt des öffentlichen Rechts. Rechtsgrundlagen sind das Sparkassengesetz für Baden-Württemberg und die Satzung der Sparkasse. Organe der Sparkasse sind der Vorstand, der Verwaltungsrat und der Kreditausschuss. 

## Geschäftsausrichtung und Geschäftserfolg
Die Sparkasse Bonndorf-Stühlingen betreibt als Sparkasse das Universalbankgeschäft. Die Sparkasse Bonndorf-Stühlingen wies im Geschäftsjahr 2023 eine Bilanzsumme von 695,88 Mio. Euro aus und verfügte über Kundeneinlagen von 478,96 Mio. Euro. Gemäß der Sparkassenrangliste 2023 liegt sie nach Bilanzsumme auf Rang 339. Sie unterhält 8 Filialen/Selbstbedienungsstandorte und beschäftigt 98 Mitarbeiter.

## Sparkassen-Finanzgruppe
Die Sparkasse Bonndorf-Stühlingen ist Teil der Sparkassen-Finanzgruppe und gehört damit auch ihrem Haftungsverbund an. Er sichert den Bestand der Institute und sorgt dafür, dass sie auch im Fall der Insolvenz einzelner Sparkassen alle Verbindlichkeiten erfüllen können. Die Sparkasse vermittelt Bausparverträge der regionalen Landesbausparkasse, offene Investmentfonds der Deka und Versicherungen der SV SparkassenVersicherung. Im Bereich des Leasing arbeitet die Sparkasse Bonndorf-Stühlingen mit der  Deutschen Leasing zusammen. Die Funktion der Sparkassenzentralbank nimmt die Landesbank Baden-Württemberg wahr.

## Gesellschaftliches Engagement
Die Sparkasse Bonndorf-Stühlingen tritt als Förderer von sozialen und kirchlichen Institutionen, kulturellen Initiativen, sportlichen Einrichtungen und ehrenamtlichen Vereinen auf. 
Pro Schüler spendet die Sparkasse Bonndorf-Stühlingen einmal im Schuljahr 2,50 Euro, mit denen die Schulen meist Theaterfahrten, Schulplaner, Museumsbesuche und Exkursionen finanzieren. Schulen, die keinen eigenen Förderverein haben, erhalten Unterstützung aus dem von der Sparkasse Bonndorf-Stühlingen gegründeten "Förderverein der Schulen". Auch die pädagogische Heranführung von Jugendlichen an den Umgang mit Geld ist der Sparkasse Bonndorf-Stühlingen ein wichtiges Anliegen. 
Das Fördervolumen der Sparkasse Bonndorf-Stühlingen beträgt jährlich rund 80.000 Euro.

## Geschichte
Die Sparkasse Bonndorf-Stühlingen ist die zweitälteste Sparkasse in Deutschland. Sie wurde am 24. Oktober 1765 (Datum der Gründungsurkunde) durch den Fürstabt Martin Gerbert des Klosters Sankt Blasien als Waisenkasse Bonndorf gegründet. Die Umbenennung in Sparkasse Bonndorf erfolgte 1842. 1972 erfolgte die Fusion mit der Sparkasse Stühlingen.